# Lennart Cedrup
Gustav Lennart Cedrup, född Karlsson 19 maj 1924 i Karlstad, död 30 maj 1994 i Karlstad, var en svensk journalist verksam i bland annat Sverige och USA.

## Biografi
Cedrup föddes Karlsson 1924 i Karlstad. Efter uppväxten i Karlstad inledde Cedrup sin journalistiska bana som reporter vid lokaltidningen Fryksdalsbygden i Sunne. Så småningom fick Cedrup även anställning vid Expressens redaktion i Malmö. Cedrup fick sedan anställning vid Göteborgs-Tidningens redaktion i Göteborg.
På Expressen arbetade han tillsammans med journalisterna Karl Anders Adrup och Bengt Nilsson. Cedrup, som på den tiden ännu hette Karlsson, och Nilsson bytte själva efternamn så deras efternamn skulle likna Adrups. De tre journalisterna kom därför att bli kända som ”Adrup, Bedrup och Cedrup.”
I trettioårsåldern lämnade Cedrup Sverige och reste under några år i bland annat Sydamerika och Asien. Efter ett par år i flera olika länder, som sedermera bland annat resulterade i boken Japan i närbild (1964), bosatte sig Cedrup 1963 i USA.

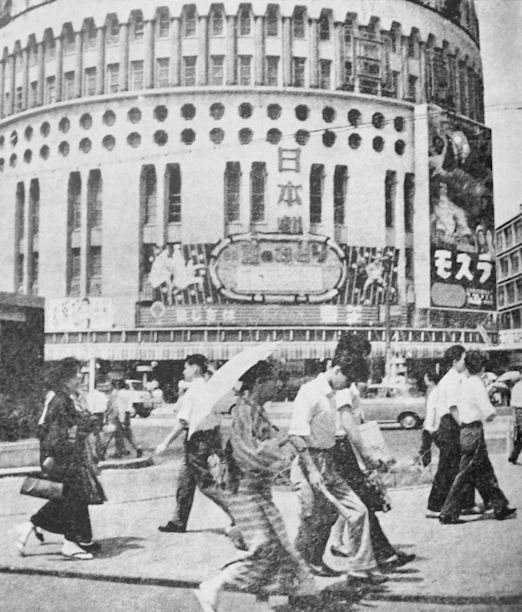
En bild av teatern Nichigeki, Tokyo, från Cedrups bok.

Cedrup var verksam som frilansjournalist i USA under cirka 20 års tid. Han rapporterade inte minst från Hollywood, och blev med tiden en av få svenska journalister med god tillgång till och kännedom om kändiseliten där. Under sin tid i USA bevakade Cedrup bland annat 19 Oscarsgalor, och fick även tillfälle att möta bland andra Richard Nixon, Ronald Reagan och Ingrid Bergman i tjänsten.
Efter åren i USA flyttade Cedrup tillbaka till barndomens Karlstad. Där kom han bland annat att ägna sig åt hembygdsforskning. Åter i Karlstad instiftade Cedrup även Solstadspriset, vars syfte är att möjliggöra för unga att studera konst och musik. Cedrup skänkte 1985 även Herman Reijers staty Sola i Kallsta till kommunen, skulpturen står utanför Karlstads stadshotell.
Cedrup omkom 1994 i en trafikolycka utanför Arboga i Västmanlands län. Han är begravd på Ruds kyrkogård i Karlstad.